# Tibor Károlyi (Politiker)

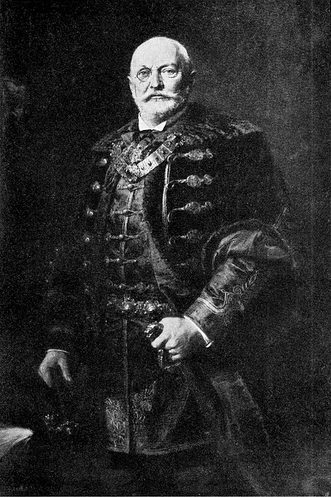
Tibor Károlyi

Tibor Graf Károlyi von Nagykároly (* 26. September 1843 in Pressburg; † 5. April 1904 in Abbazia) war ein ungarischer Politiker und Präsident des Magnatenhauses.

## Leben
Károlyi wurde als Sohn des Obersthofmeisters György Károlyi und Karolina Zichy in eine alte ungarische Adelsfamilie geboren. Während des Deutschen Kriegs (1866) war er Adjutant von György Klapka, dem Befehlshaber der Ungarischen Legion. Nachdem sich die Legion aufgelöst hatte, reiste Károlyi nach Paris und kehrte erst 1867 nach Ungarn zurück. Von 1875 bis 1884 war er als Mitglied der Liberalen Partei für den Wahlkreis Orosháza im Komitat Békés und später für Pécska im Komitat Arad Abgeordneter des Reichstags. 1885 wurde Károlyi aufgrund der Erbfolge Mitglied des Magnatenhauses und übersetzte die über die Revolution handelnden Werke des französischen Schriftstellers Edgar Quinet. Später wurde Károlyi Präsident im Direktorium der Adria-Reederei und war von 1898 bis 1900 Präsident des Magnatenhauses. Er war Vater bzw. Vormund der späteren Ministerpräsidenten Gyula Károlyi und Mihály Károlyi.